# Trehörningsjö
Trehörningsjö (Zuid-Samisch: Dreejhöönine) is een plaats in de gemeente Örnsköldsvik in het landschap Ångermanland en de provincie Västernorrlands län in Zweden. De plaats heeft 189 inwoners (2005) en een oppervlakte van 89 hectare. De plaats ligt tussen de meren Inre Lemesjön en het gelijknamige meer Trehörningsjön en ten zuiden van de plaats stroomt de rivier de Husån. De spoorweg Norra Stambanan loopt door de plaats.